# Контрола управе
Контрола управе (лат. “contra”-супротан, “rotulare”-окретање) представља посебну активност перманентног надзора вршења управних послова у циљу остваривања задатих резултата. У односу на управу, може се говорити о политичкој и правној контроли управе. 

## Политичка контрола управе
Политичка контрола управе је утврдјена односима управе и политичких субјеката, превасходно Скупштине и Владе Србије. Народна Скупштина законом оснива и укида министарства, уредјује њихову надлежност и делокруг, утврђује њихову одговорност и одобрава средства за њихов рад (буџет). Влада доноси уредбе, одлуке и друге подзаконске акте, усмерава и усклађује рад министарстава и других организација итд. 

## Правна контрола управе
Правна контрола управе, с обзиром на строго поштовање начела законитости у раду управе и непомитне чињенице да свака управна активност мора бити заснована на закону или другом пропису, има за циљ утврђивање законитости и правилности у раду органа управе као и предузимање правних мера поводом санације грешака и превенције њиховог понављања. Разликујемо:
1. Управну(административну) контролу управе - контролу управе коју остварује сама управа кроз своје:
а)унутрашње хијерархијско уредјење, како вршењем службеног надзора вишег органа управе над нижим, тако и решавањем поводом жалбе (Инстанциона контрола)
б)кроз своје органе посебно специјализоване за вршење надзора (Управна инспекција); и
2. Судску контолу управе - надзор који над органима управе врше различити судови делујући посредно, тј. преплићући се са другим гранама права, и поступајући по уставној жалби; и непосредно, оцењивањем законитости управних аката. Непосредна судска контрола се остварује путем управног спора.